# Siarhei Busel
Siarhei Uladzimiravich Busel (en biélorusse : Сяргей Уладзіміравіч Бусел) est un joueur biélorusse de volley-ball né le 30 mai 1989 à Minsk. Il joue central. De la saison 2014/2015 il est dans russie l'équipe de NOVA Novokouïbychevsk,.

## Palmarès

### Clubs
Coupe de Biélorussie:
- 2009, 2010, 2012, 2013

Championnat de Biélorussie:
- 2010, 2011, 2012, 2013, 2014

### Équipe nationale
Ligue européenne:
- 2019

### Distinctions individuelles
- 2008: Meilleur contreur Championnat d'Europe des moins de 21